# Romano Sgheiz
Romano Sgheiz (Colico, 28 giugno 1937) è un ex canottiere italiano.

## Biografia
Nacque a Colico sul Lago Lario. Anche suo fratello Luciano Sgheiz fu canottiere di caratura internazionale.
Crebbe sportivamente nella scuola lecchese di canottaggio, presso il circolo del G.S. Moto Guzzi. Nel 1955 partecipò ai campionati italiani di iole.
Nel 1956 campionati europei di Bled vinse la medaglia di bronzo con il "quattro con" con Franco Trincavelli, Angelo Vanzin, Alberto Winkler e Ivo Stefanoni, timoniere.
Il 27 novembre 1956 l'equipaggio Romano Sgheiz, Franco Trincavelli, Angelo Vanzin, Alberto Winkler e Ivo Stefanoni vinse le Olimpiadi di Melbourne 1956 nel "quattro con".
L'anno successivo l'intero l'equipaggio passò all'otto e con Attilio Cantoni, Giovanni Zucchi, Abbondio Marcelli, e Giuseppe Moioli si aggiudicò gli europei a Duisburg.
Nel 1958 confermò l'oro continentale, vincendo ancora a Poznań, nel 1959 agli Europei di Vichy è quarto. 
Ai Giochi della XVII Olimpiade di Roma 1960 vinse il bronzo nel "quattro con".
Tornò all'oro nel 1961 agli Europei di Praga con l'otto. 
Nel 1962 fu quarto ai mondiali di Lucerna con l'otto, poi tornò al "quattro senza".
Nel 1963 è argento agli Europei di Copenaghen con il "quattro senza". Ai Giochi del Mediterraneo di Napoli 1963 vinse la medaglia d'oro assieme ai connazionali Giovanni Zucchi, Luciano Sgheiz e Fulvio Balatti.
Partecipò alla terza Olimpiade della sua carriera a Tokyo 1964, dove con il "quattro senza" giunse quinto. Con la stessa barca si aggiudicò al bronzo ai successivi europei di Amsterdam. 
Chiuse la carriera al termine dei Giochi olimpici estivi di Città del Messico 1968, dove giunse al quarto posto con il "quattro con". 
Negli anni della sua lunga attività divenne per dieci volte campione italiano: ininterrottamente dal 1956 al 1964 e nel 1968.